# Раменский мясокомбинат
АО "Мясокомбинат раменский — крупное предприятие полного цикла по производству колбасной, мясной охлаждённой продукции, а также мясных полуфабрикатов. Один из старейших мясокомбинатов региона. Местонахождение: Московская область, город Раменское, ул. Красноармейская 131.

## История

### 1974—1989 гг
В 1974 году на территории Раменского района был открыт мясоперерабатывающий завод. Птицу, свиней и крупный рогатый скот для нового предприятия поставляли совхозы «Гжельский» и «Сафроновский».

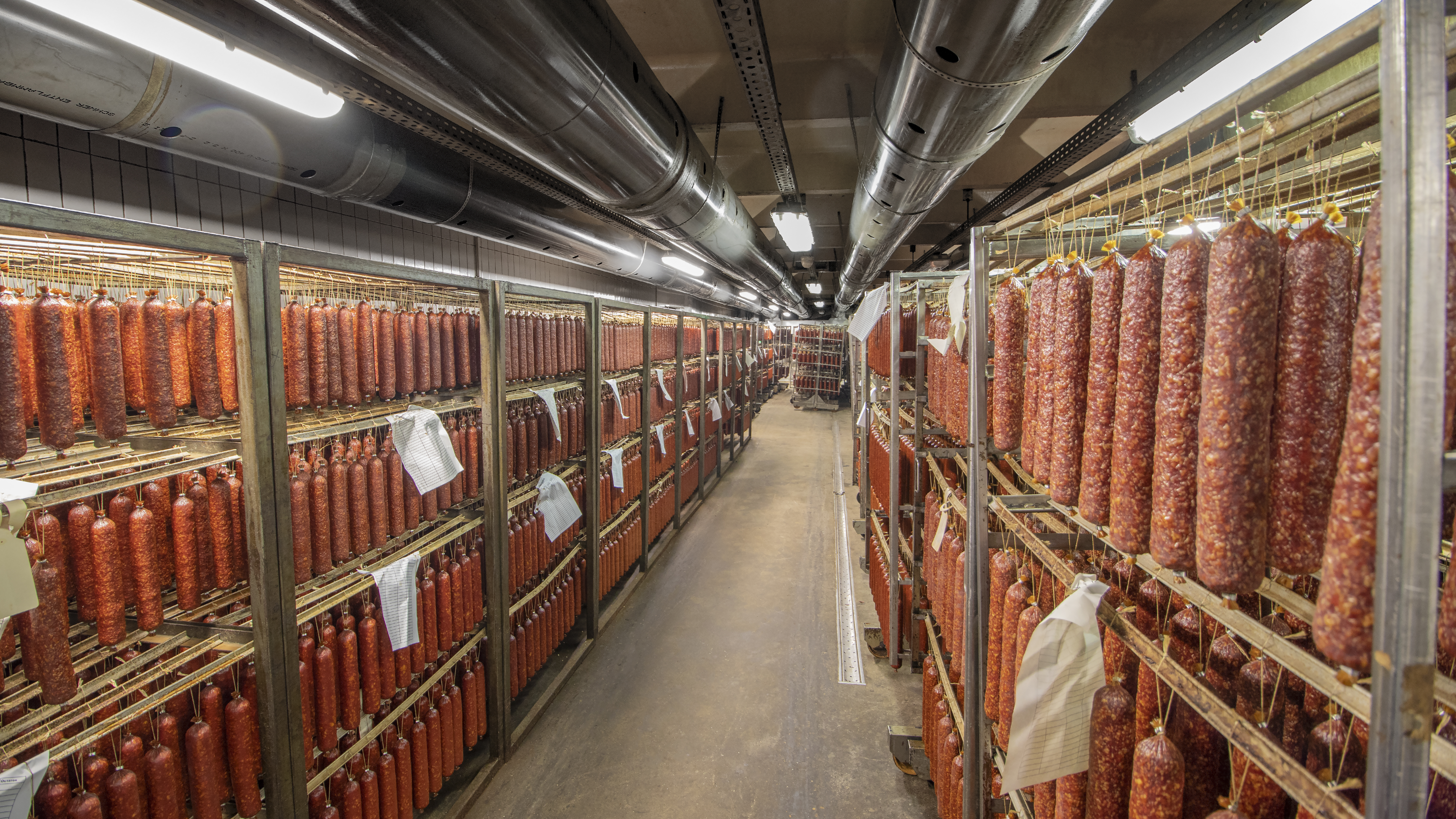
АО «Раменский Мясокомбинат», производство колбас

В 1986 году завод вошёл в состав агропромышленного комплекса «Раменский».

### 1990—2014 гг
В начале 1990-х происходит расширение производства и закупка нового оборудования, благодаря чему завод получил статус комбината. 

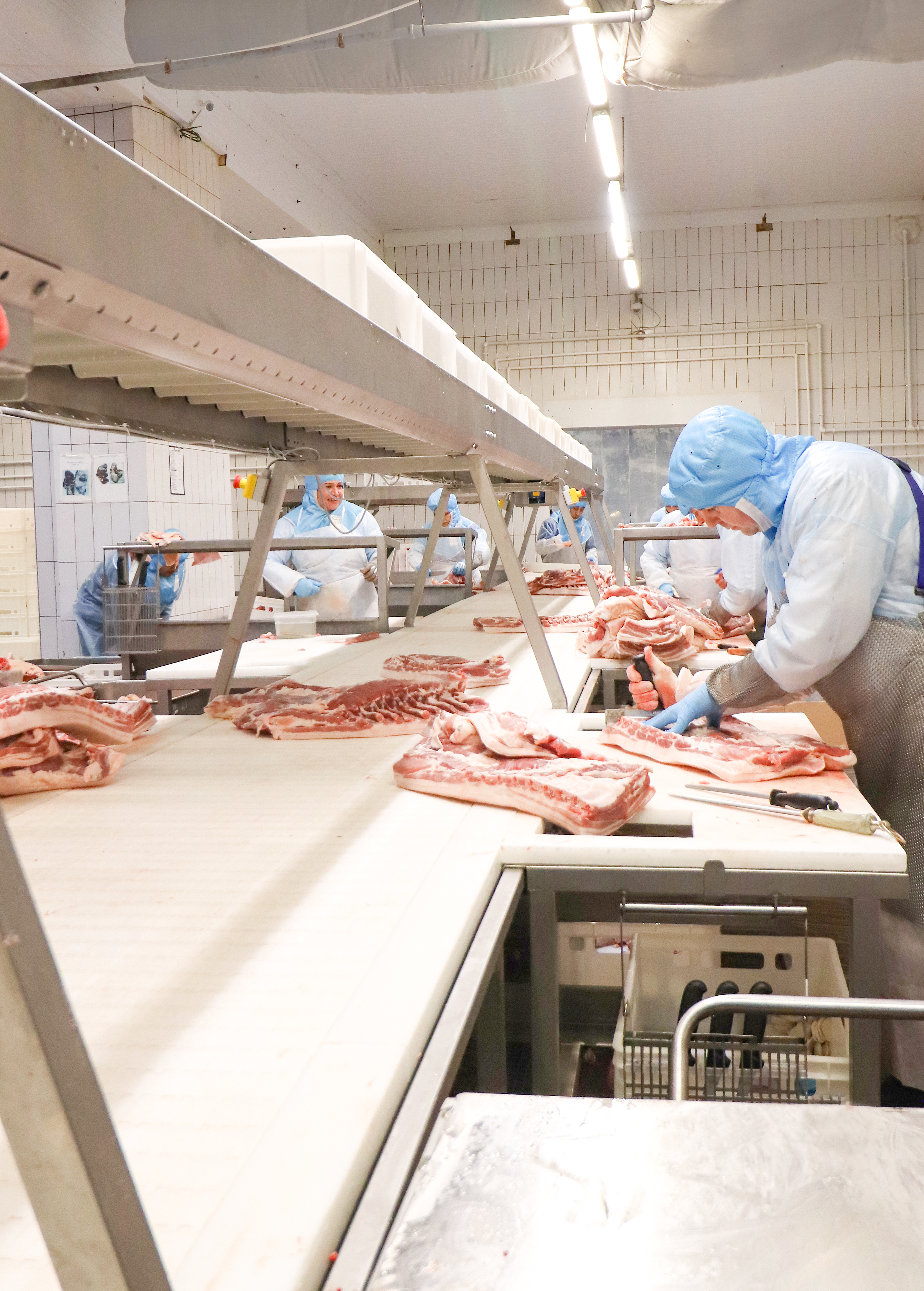
АО «Раменский Мясокомбинат», обвалочный цех

1992 г. — генеральным директором Раменского мясокомбината становится Нисон Александрович Баер, работавший на предприятии с 1988 года. По состоянию на 2025 год продолжает находиться на своём посту.
На протяжении 90-х годов мясокомбинат активно развивается. В этот период был построен убойный цех, что превратило комбинат в предприятие полного цикла.

### 2014 — н.в.
В 2014 г. мясокомбинат проводит ребрендинг и выводит на рынок свой самый узнаваемый бренд — «Раменский Деликатес», ставший «визитной карточкой» Раменского района. Изделия под брендом «Раменский Деликатес» создаются в рамках системы контроля ХАССП, гарантирующей безопасность и качество готовой продукции.
С 2020 года развивается собственная система доставки на дом, покрывающая Москву и юго-восток Московской области. В 2024 году продукция «Раменский Деликатес» становится доступной для заказа на сервисах Купер и Яндекс Еда.
В 2023—2024 гг. на территории предприятия завершилось строительство ещё одного перерабатывающего завода по производству сырокопчёных колбас, а также механизированного склада. Это повысило мощности предприятия и позволило отгружать до 40 тонн готовой продукции ежедневно. Представители мясокомбината регулярно участвуют в отраслевых событиях и бизнес-мероприятиях различного уровня.
В 2024-м году Раменский мясокомбинат отметил 50-летний юбилей.
Продолжает развиваться собственная и партнёрская сеть магазинов мясокомбината. По состоянию на конец 2024 года Раменский мясокомбинат имеет свыше 100 фирменных магазинов, в основном принадлежащих к франчайзинговой сети. Географический охват: Москва, Московская область, Рязань.

## Торговые марки и партнёры
Помимо бренда «Раменский Деликатес» (229 позиций на 2024 год), мясокомбинат развивает ещё несколько торговых марок. Среди них:
- Рамфуд (бренд более доступного ценового сегмента)
- Эльйон (на ноябрь 2024 года крупнейшее производство кошерных мясных продуктов в Восточной Европе)
- Лакки (корма для животных)
- DukkC (корма для животных)

В фирменной сети Раменского мясокомбината реализуется примерно 1/3 часть от производимой продукции. Остальное распределяется по партнёрским торговым сетям. Среди бывших и действующих партнёров компании:
- Ашан
- Перекрёсток
- SPAR
- Ароматный Мир
- Магнит
- Лента
- Пятёрочка
- Globus
- Карусель
- Дикси
- Азбука вкуса
- Атак
- ВкусВилл
- Верный
- ДА!

## Интересные факты
Раменский мясокомбинат одним из первых в России стал развивать культуру регулярного потребления утки. До этого почти всем населением страны мясо и полуфабрикаты из утки употреблялись только по праздникам и в знаменательные даты. Наладив в 2012 году регулярные поставки утки из Беларуси, мясокомбинат смог ввести её в ассортимент по привлекательной цене, значительно повысив популярность продукта.
На предприятии действуют специальные дегустационные комиссии, которые тестируют производимые мясокомбинатом новинки перед тем, как те попадут на прилавки фирменной сети.
Комбинат стал первой российской компанией в своём сегменте, внедрившей прикассовые мониторы с умными рекомендациями для клиентов. Мониторы советуют покупателям приобрести лучшую продукцию бренда, а члены Программы лояльности «Раменский Деликатес» получают рекомендации на основе своих предпочтений. Внутри компании система получила название «РекоРД» — «Рекомендации Раменского Деликатеса».

## Особенности предприятия
- Производство полного цикла
- Развитая сеть франчайзи и фирменных магазинов

## Статус и награды
- Сертификат «Лидер российской экономики»
- Н. А. Баер: Медаль ордена «За заслуги перед Отечеством» II ст.
- Н. А. Баер: членство в Московской торгово-промышленной палате